# Герберт Ангельрот
Герберт Ангельрот (нім. Herbert Georg Armin Paul Angelroth; 23 липня 1891, Айслебен — 30 серпня 1943) — німецький офіцер, оберст люфтваффе (20 лютого 1943).

## Біографія
1 квітня 1913 року вступив в Прусську армію, служив в піхоті. Учасник Першої світової війни. Після численних боїв подав прохання про переведення в авіацію, яке було задоволене 9 грудня 1917 року. Пройшов підготовку авіаційного спостерігача в Ганновері. З 23 червня 1918 року — спостерігач 258-го авіаційного дивізіону 4-ї армії. 1 липня отримав офіційний сертифікат спостерігача. З 1 січня 1919 року — командир 108-ї коригувально-розвідувальної ескадрильї добровольчого бомбардувального авіаційного полку «Заксенберг». З 12 вересня 1919 року — ординарець 1-ї гвардійської добровольчої резервної дивізії. Учасник боїв з комуністами в Прибалтиці. Після розформування добровольчих частин 29 лютого 1920 року звільнений у відставку. 13 липня Отто Гесслер надав Ангельроту право носити форму офіцера запасу піхотного полку «Князь Леопольд фон Ангальт-Дессау» (1-го магдебурзького) №26.
З 10 квітня 1923 року був активним членом «Сталевого шолому». З серпня 1923 року — цивільний пілот фірми Junkers Motorenbau GmbH. З 1924 року — комерційний директор Junkers-Luftbild-Zentrale, яка в 1925 році була поглинута Люфтганзою і перейменована на Hansa-Luftbild G.m.b.H. З вересня 1932 року — виконавчий директор Bild-Flug G.m.b.H. в аеропорту Мокау в Лейпцигу, відповідав за видавництво туристичних буклетів. На початку 1934 року очолив «Сталевий шолом».
В 1934 році вступив в люфтваффе. З 1937 року — почесний командир ескадрильї. Під час Другої світової війни був командиром 31-ї розвідувальної групи, потім служив в штабі 2-го повітряного флоту. З 1 квітня 1942 по 13 серпня 1943 року — командир аеродромного вузла 12/XI. Загинув в автокатастрофі, був похований в Брауншвейгу з військовими почестями.

## Сім'я
В 1927 році одружився з дочкою землевласника Аннелізою Кассельманн. В пари народився син.

## Нагороди
- Залізний хрест 2-го і 1-го класу
- Нагрудний знак «За поранення» в чорному
- Нагрудний знак пілота-спостерігача (Пруссія) (серпень 1918)
- Балтійський хрест (21 серпня 1919)
- Ганзейський Хрест (Гамбург; 21 листопада 1921)
- Знак Німецької асоціації повітряного спорту
- Членський знак «Сталевого шолому» (20 лютого 1934)
- Почесний хрест ветерана війни з мечами
- Нагрудний знак спостерігача
- Медаль «За вислугу років у Вермахті» 4-го і 3-го класу (12 років)
- Медаль «У пам'ять 1 жовтня 1938» із застібкою «Празький град»
- Почесний щит 11-ї авіаційної області
- Хрест Воєнних заслуг
  - 2-го класу з мечами
  - 1-го класу з мечами (30 січня 1943)